# Álvaro Mendes de Vasconcelos
Álvaro Mendes de Vasconcelos (1420 - d.1509), foi um nobre Cavaleiro Português do séc. XV.  Era filho de Joanne Mendes de Vasconcelos e de Maria de Goes Rebelo (filha de João Fernandez de Velez (Rebelo), Alcaide-mor do Crato e de D. Margarida Gonçalves Tavares, sendo Álvaro neto materno de Martim Gonçalves Tavares, Alcaide-mor de Portalegre e de Assumar. Foi Álvaro Mendes de Vasconcelos que mandou construir entre 1457 e 1490 o Castelo de Esporão, também referido como Torre do Esporão ou Solar da Herdade do Esporão é uma estrutura arquitetónica de fortificação localizada na freguesia e no Município de Reguengos de Monsaraz, no Distrito de Évora, em Portugal.

## Casamento e Descendência
Álvaro Mendes de Vasconcelos casou com D. Leonor Ribeiro da Fonseca, 2ª Senhora dos Morgados do Esporão, com quem teve os seguintes filhos:
1. João Mendes de Vasconcelos, 1º Senhor do Morgado de Esporão
2. Diogo Mendes de Vasconcelos, Senhor do Morgado de Vidigueira[2]
3. D. Leonor de Vasconcelos